# Temporada 1990-91 de los Seattle SuperSonics
La temporada 1990-91 fue la vigesimocuarta de los Seattle SuperSonics en la NBA. La temporada regular acabó con 41 victorias y 41 derrotas, ocupando el octavo puesto de la conferencia Oeste, clasificándose para los playoffs, en los que cayeron en primera ronda ante Portland Trail Blazers.

## Elecciones en elDraft
| Ronda | Puesto | Jugador            | Posición | Nacionalidad   | Universidad/Club |
| ----- | ------ | ------------------ | -------- | -------------- | ---------------- |
| 1     | 2      | Gary Payton        | Base     | Estados Unidos | Oregon State     |
| 2     | 38     | Jud Buechler       | Alero    | Estados Unidos | Arizona          |
| 2     | 53     | Abdul Shamsid-Deen | Pívot    | Estados Unidos | Providence       |

## Temporada regular
| División Pacífico        | División Pacífico | División Pacífico | División Pacífico | División Pacífico | División Pacífico | División Pacífico | División Pacífico | División Pacífico |
| Equipo                   | G                 | P                 | %                 | PD                | Casa              | Fuera             | Div               |                   |
| ------------------------ | ----------------- | ----------------- | ----------------- | ----------------- | ----------------- | ----------------- | ----------------- | ----------------- |
| y-Portland Trail Blazers | 63                | 19                | .768              | —                 | 36–5              | 27–14             | 18-10             |                   |
| x-Los Angeles Lakers     | 58                | 24                | .707              | 5                 | 33–8              | 25-16             | 19-9              |                   |
| x-Phoenix Suns           | 55                | 27                | .671              | 8                 | 32–9              | 23-18             | 17–11             |                   |
| x-Golden State Warriors  | 44                | 38                | .537              | 19                | 30–11             | 14–27             | 13–15             |                   |
| x-Seattle SuperSonics    | 41                | 41                | .500              | 22                | 28-13             | 13–28             | 12-16             |                   |
| Los Angeles Clippers     | 31                | 51                | .378              | 32                | 23–18             | 8-33              | 10-18             |                   |
| Sacramento Kings         | 25                | 57                | .305              | 38                | 24-17             | 1–40              | 9–19              |                   |

## Playoffs

### Primera ronda
Portland Trail Blazers vs. Seattle SuperSonics 
| Fecha       | Partido                                             | Ciudad   |
| ----------- | --------------------------------------------------- | -------- |
| 26 de abril | Portland Trail Blazers 106, Seattle SuperSonics 102 | Portland |
| 28 de abril | Portland Trail Blazers 115, Seattle SuperSonics 106 | Portland |
| 30 de abril | Seattle SuperSonics 102, Portland Trail Blazers 99  | Seattle  |
| 2 de mayo   | Seattle SuperSonics 101, Portland Trail Blazers 89  | Seattle  |
| 4 de mayo   | Portland Trail Blazers 119, Seattle SuperSonics 107 | Portland |
|             | Portland Trail Blazers gana las series 3-2          |          |

## Estadísticas

### Temporada regular
| Rk | Jugador         | Edad | P  | PT | MP   | TC  | TCI  | %TC  | T3  | T3I | %T3   | TL  | TLI | %TL  | RO  | RD  | RT  | AS  | RB  | TAP | BP  | FP  | PTS  |
| -- | --------------- | ---- | -- | -- | ---- | --- | ---- | ---- | --- | --- | ----- | --- | --- | ---- | --- | --- | --- | --- | --- | --- | --- | --- | ---- |
| 1  | Xavier McDaniel | 27   | 15 | 15 | 35.3 | 9.3 | 19.3 | .479 | 0.0 | 0.2 | .000  | 3.3 | 4.6 | .710 | 2.4 | 3.0 | 5.4 | 2.5 | 1.7 | 0.3 | 2.7 | 3.3 | 21.8 |
| 2  | Derrick McKey   | 24   | 73 | 55 | 34.3 | 6.0 | 11.6 | .517 | 0.1 | 0.3 | .211  | 3.2 | 3.8 | .845 | 2.4 | 3.4 | 5.8 | 2.3 | 1.2 | 0.8 | 2.2 | 3.0 | 15.3 |
| 3  | Shawn Kemp      | 21   | 81 | 66 | 30.1 | 5.7 | 11.2 | .508 | 0.0 | 0.1 | .167  | 3.6 | 5.4 | .661 | 3.3 | 5.1 | 8.4 | 1.8 | 1.0 | 1.5 | 2.5 | 3.9 | 15.0 |
| 4  | Benoit Benjamin | 26   | 31 | 27 | 29.0 | 5.1 | 10.1 | .502 | 0.0 | 0.0 |       | 2.8 | 4.1 | .690 | 2.0 | 6.2 | 8.2 | 1.5 | 0.9 | 1.7 | 3.1 | 2.4 | 12.9 |
| 5  | Gary Payton     | 22   | 82 | 82 | 27.4 | 3.2 | 7.0  | .450 | 0.0 | 0.2 | .077  | 0.8 | 1.2 | .711 | 1.3 | 1.6 | 3.0 | 6.4 | 2.0 | 0.2 | 2.2 | 3.0 | 7.2  |
| 6  | Eddie Johnson   | 31   | 66 | 27 | 26.9 | 6.9 | 14.2 | .486 | 0.5 | 1.5 | .333  | 3.2 | 3.5 | .912 | 1.4 | 2.0 | 3.4 | 1.4 | 0.7 | 0.1 | 1.5 | 2.2 | 17.4 |
| 7  | Dale Ellis      | 30   | 30 | 24 | 26.7 | 6.0 | 13.0 | .463 | 0.9 | 3.0 | .303  | 2.1 | 2.8 | .738 | 0.9 | 2.1 | 3.1 | 2.1 | 1.1 | 0.1 | 1.6 | 2.0 | 15.0 |
| 8  | Ricky Pierce    | 31   | 32 | 2  | 26.3 | 6.3 | 13.6 | .463 | 0.3 | 0.7 | .391  | 4.6 | 5.0 | .925 | 0.9 | 1.4 | 2.3 | 2.3 | 0.7 | 0.1 | 1.7 | 2.5 | 17.5 |
| 9  | Michael Cage    | 29   | 82 | 55 | 26.1 | 2.8 | 5.4  | .508 | 0.0 | 0.0 | .000  | 0.9 | 1.4 | .625 | 2.2 | 4.6 | 6.8 | 1.1 | 1.0 | 0.7 | 1.0 | 2.4 | 6.4  |
| 10 | Sedale Threatt  | 29   | 80 | 57 | 25.8 | 5.4 | 10.4 | .519 | 0.1 | 0.4 | .286  | 1.7 | 2.2 | .792 | 0.3 | 0.9 | 1.2 | 3.4 | 1.4 | 0.1 | 1.7 | 2.4 | 12.7 |
| 11 | Olden Polynice  | 26   | 48 | 0  | 20.0 | 3.4 | 6.3  | .545 | 0.0 | 0.0 |       | 1.4 | 2.4 | .588 | 2.4 | 3.3 | 5.6 | 0.3 | 0.5 | 0.4 | 1.1 | 2.0 | 8.3  |
| 12 | Nate McMillan   | 26   | 78 | 0  | 18.4 | 1.7 | 3.9  | .433 | 0.2 | 0.6 | .354  | 0.7 | 1.2 | .613 | 0.9 | 2.3 | 3.2 | 4.8 | 1.3 | 0.3 | 1.6 | 2.7 | 4.3  |
| 13 | Dana Barros     | 23   | 66 | 0  | 11.4 | 2.3 | 4.7  | .495 | 0.5 | 1.2 | .395  | 1.2 | 1.3 | .918 | 0.3 | 0.8 | 1.1 | 1.7 | 0.3 | 0.0 | 0.8 | 0.6 | 6.3  |
| 14 | Quintin Dailey  | 30   | 30 | 0  | 10.0 | 2.4 | 5.2  | .471 | 0.0 | 0.0 | .000  | 1.3 | 2.1 | .613 | 0.4 | 0.7 | 1.1 | 0.5 | 0.2 | 0.0 | 0.6 | 0.8 | 6.1  |
| 15 | Dave Corzine    | 34   | 28 | 0  | 5.3  | 0.6 | 1.4  | .447 | 0.0 | 0.0 |       | 0.5 | 0.8 | .591 | 0.4 | 0.8 | 1.2 | 0.1 | 0.2 | 0.2 | 0.1 | 0.6 | 1.7  |
| 16 | Scott Meents    | 27   | 13 | 0  | 4.1  | 0.5 | 2.2  | .250 | 0.1 | 0.1 | 1.000 | 0.2 | 0.3 | .500 | 0.2 | 0.5 | 0.8 | 0.6 | 0.5 | 0.3 | 0.5 | 0.4 | 1.3  |

### Playoffs
| Rk | Jugador         | Edad | P | PT | MP   | TC  | TCI  | %TC  | T3  | T3I | %T3  | TL  | TLI | %TL   | RO  | RD  | RT  | AS  | RB  | TAP | BP  | FP  | PTS  |
| -- | --------------- | ---- | - | -- | ---- | --- | ---- | ---- | --- | --- | ---- | --- | --- | ----- | --- | --- | --- | --- | --- | --- | --- | --- | ---- |
| 1  | Eddie Johnson   | 31   | 5 | 5  | 34.2 | 9.2 | 17.8 | .517 | 0.8 | 3.0 | .267 | 4.8 | 5.8 | .828  | 2.4 | 1.8 | 4.2 | 1.4 | 1.4 | 0.2 | 1.6 | 2.6 | 24.0 |
| 2  | Benoit Benjamin | 26   | 5 | 5  | 32.6 | 4.0 | 8.2  | .488 | 0.0 | 0.0 |      | 5.8 | 6.4 | .906  | 1.4 | 5.2 | 6.6 | 0.2 | 0.6 | 2.6 | 2.2 | 3.4 | 13.8 |
| 3  | Shawn Kemp      | 21   | 5 | 5  | 29.8 | 4.4 | 11.4 | .386 | 0.0 | 0.2 | .000 | 4.4 | 5.4 | .815  | 2.6 | 4.6 | 7.2 | 1.2 | 0.6 | 0.8 | 3.2 | 4.0 | 13.2 |
| 4  | Derrick McKey   | 24   | 4 | 0  | 28.5 | 4.0 | 7.0  | .571 | 0.0 | 0.3 | .000 | 1.5 | 2.8 | .545  | 1.8 | 4.0 | 5.8 | 2.0 | 0.8 | 0.0 | 1.5 | 3.3 | 9.5  |
| 5  | Sedale Threatt  | 29   | 5 | 5  | 27.2 | 6.0 | 11.2 | .536 | 0.8 | 2.2 | .364 | 1.8 | 2.0 | .900  | 0.2 | 1.4 | 1.6 | 3.4 | 1.0 | 0.0 | 1.6 | 2.8 | 14.6 |
| 6  | Gary Payton     | 22   | 5 | 5  | 27.0 | 2.2 | 5.4  | .407 | 0.0 | 0.2 | .000 | 0.4 | 0.4 | 1.000 | 1.0 | 1.6 | 2.6 | 6.4 | 1.6 | 0.2 | 1.8 | 3.2 | 4.8  |
| 7  | Ricky Pierce    | 31   | 5 | 0  | 22.4 | 3.8 | 11.4 | .333 | 0.6 | 2.0 | .300 | 3.2 | 3.4 | .941  | 1.2 | 1.6 | 2.8 | 0.8 | 0.8 | 0.2 | 2.2 | 2.4 | 11.4 |
| 8  | Nate McMillan   | 26   | 5 | 0  | 19.0 | 1.2 | 4.6  | .261 | 0.0 | 0.4 | .000 | 0.4 | 0.8 | .500  | 1.2 | 2.4 | 3.6 | 4.4 | 1.2 | 0.2 | 0.6 | 3.0 | 2.8  |
| 9  | Michael Cage    | 29   | 5 | 0  | 16.0 | 1.2 | 2.8  | .429 | 0.0 | 0.0 |      | 2.6 | 3.4 | .765  | 1.8 | 2.4 | 4.2 | 0.4 | 0.6 | 0.4 | 0.6 | 2.4 | 5.0  |
| 10 | Dana Barros     | 23   | 3 | 0  | 8.3  | 3.0 | 4.3  | .692 | 0.7 | 1.7 | .400 | 1.0 | 1.3 | .750  | 0.3 | 1.0 | 1.3 | 1.7 | 1.0 | 0.0 | 1.0 | 0.3 | 7.7  |
| 11 | Dave Corzine    | 34   | 2 | 0  | 6.0  | 1.0 | 1.5  | .667 | 0.0 | 0.0 |      | 0.5 | 0.5 | 1.000 | 0.0 | 0.5 | 0.5 | 0.0 | 0.0 | 0.0 | 0.0 | 0.5 | 2.5  |
| 12 | Scott Meents    | 27   | 2 | 0  | 4.0  | 1.0 | 2.0  | .500 | 0.0 | 0.0 |      | 0.0 | 0.5 | .000  | 0.0 | 0.5 | 0.5 | 0.0 | 0.5 | 0.0 | 0.0 | 0.5 | 2.0  |

## Galardones y récords
| Jugador     | Galardón                                |
| Gary Payton | 2.º Mejor quinteto de rookies de la NBA |